# Ajmag
Ajmag (mongolsky аймаг, turecky oymak) je slovo, které v mongolských a tureckých jazycích znamená kmen. V Mongolsku a Číně je použito pro pojmenování administrativních jednotek. V Mongolsku jsou to správní jednotky nejvyšší úrovně. V Čínské lidové republice existují jako tři celky druhé (prefekturní) úrovně v autonomní oblasti Vnitřní Mongolsko.

## Historie
Ve 12. století pojem ajmag znamenal skupinu aulů. Velký ajmag mohl zahrnovat několik kmenů a fungovat jako kmenová federace. V říši Jüan byly jako ajmag označovány kmeny a lidé pod vládou člena Čingisova rodu, ajmagy nesly jména svých pánů.
Na ajmagy se dělilo též území Kalmyků v Ruské a Čchingské říši. V Sovětském svazu bylo označení ajmag použito v letech 1921–1973 pro okresy v Burjatské autonomní republice a v letech 1922–1963 pro okresy v Hornoaltajské autonomní oblasti.

## V Mongolsku
V Mongolsku jsou ajmagy administrativní jednotky nejvyšší úrovně. Každý ajmag se dělí na několik somon.
Původně (po připojení vnějšího Mongolska k říši Čching roku 1691) existovaly na území dnešního Mongolska tři ajmagy, od roku 1725 čtyři. Po vyhlášení nezávislosti Mongolska roku 1921 se postupně ajmagy rozdělovaly, od roku 1996 je jich 21.

## V Čínské lidové republice
V systému administrativního členění Čínské lidové republiky jsou ajmagy celky druhé (prefekturní) úrovně, vedle městských prefektur, prefektur a autonomních krajů. Existují pouze v autonomní oblasti Vnitřní Mongolsko. Z původních 13 ajmagů zabírajících téměř celou provincii zůstaly jen tři (Alšá na východě a Šilijn gol a Chjangan na západě).
Ajmagy se dělí na korouhve, případně okresy, nebo městské okresy.